# فیلیپ راسل (فیزیکدان)
 فیلیپ راسل (انگلیسی: Philip Russell؛ زاده ۲۵ مارس ۱۹۵۳) یک فیزیک‌دان اهل بریتانیا است. 